# Cascade Valley
Cascade Valley – jednostka osadnicza w Stanach Zjednoczonych, w stanie Waszyngton, w hrabstwie Grant.